# Cosimo II de' Medici
Cosimo II de' Medici (Florence, 12 mei 1590 - aldaar, 28 februari 1621) was groothertog van Toscane van 1609 tot 1621. Hij was de oudste zoon van Ferdinando I de' Medici en Christine van Lotharingen. Cosimo's vader zorgde ervoor dat hij een moderne opvoeding kreeg. De astronoom Galileo Galilei  was Cosimo's leraar van 1605 tot 1608. 
De regering van Cosimo II was wijs en verstandig, zodat Toscane een periode van economische vooruitgang en toename van de bevolking kende.

Maria Magdalena van Oostenrijk met haar oudste zoon

Cosimo trouwde met Maria Magdalena van Oostenrijk, de dochter van aartshertog Karel van Oostenrijk op 19 oktober 1608. Samen hadden zij de volgende kinderen.
- Maria Christina (1609-1632)
- Ferdinando (1610-1670); trouwde met Vittoria della Rovere, de dochter van Francesco Ubaldo della Rovere, prins van Urbino
- Giancarlo (1611-1663); werd kardinaal in 1644
- Margherita (1612-1679); trouwde met Odoardo Farnese, hertog van Parma en Piacenza
- Mattias (1613-1667)
- Francesco (1614-1634)
- Anna (1616-1676); trouwde met Ferdinand Karel, aartshertog van Oostenrijk
- Leopoldo (1617-1675); werd kardinaal in 1667

Cosimo II de' Medici ligt begraven in de Cappelle Medicee, een kapel van de Basilica San Lorenzo in Florence.

## Kwartierstaat
| Giovanni dalle Bande Nere (1498−1526) | Giovanni dalle Bande Nere (1498−1526) | Giovanni dalle Bande Nere (1498−1526) | Giovanni dalle Bande Nere (1498−1526) | Giovanni dalle Bande Nere (1498−1526) | Giovanni dalle Bande Nere (1498−1526) | Maria Salviati (1499-1543)      | Maria Salviati (1499-1543)      | Maria Salviati (1499-1543)      | Maria Salviati (1499-1543)      | Maria Salviati (1499-1543)          | Maria Salviati (1499-1543)          |                                     |                                     | Pedro Álvarez de Toledo (1484-1553) | Pedro Álvarez de Toledo (1484-1553) | Pedro Álvarez de Toledo (1484-1553) | Pedro Álvarez de Toledo (1484-1553) | Pedro Álvarez de Toledo (1484-1553) | Pedro Álvarez de Toledo (1484-1553) | Maria Osorio Pimentel (1490-1539) | Maria Osorio Pimentel (1490-1539) | Maria Osorio Pimentel (1490-1539) | Maria Osorio Pimentel (1490-1539) | Maria Osorio Pimentel (1490-1539) | Maria Osorio Pimentel (1490-1539) |                                  |                                  | Frans I van Lotharingen (1517-1545) | Frans I van Lotharingen (1517-1545) | Frans I van Lotharingen (1517-1545) | Frans I van Lotharingen (1517-1545) | Frans I van Lotharingen (1517-1545)   | Frans I van Lotharingen (1517-1545)   | Christina van Denemarken (1521-1590)  | Christina van Denemarken (1521-1590)  | Christina van Denemarken (1521-1590)  | Christina van Denemarken (1521-1590)  | Christina van Denemarken (1521-1590)  | Christina van Denemarken (1521-1590)  |                                       |                                       | Hendrik II van Frankrijk (1519-1559)  | Hendrik II van Frankrijk (1519-1559)  | Hendrik II van Frankrijk (1519-1559) | Hendrik II van Frankrijk (1519-1559) | Hendrik II van Frankrijk (1519-1559) | Hendrik II van Frankrijk (1519-1559) | Catharina de' Medici (1519-1589) | Catharina de' Medici (1519-1589) | Catharina de' Medici (1519-1589) | Catharina de' Medici (1519-1589) | Catharina de' Medici (1519-1589) | Catharina de' Medici (1519-1589) |  |  |  |  |  |  |  |  |  |  |  |  |  |  |  |  |  |  |  |  |  |  |  |  |  |  |  |  |  |  |  |  |  |  |  |  |  |  |  |  |  |  |  |  |  |  |  |  |
| Giovanni dalle Bande Nere (1498−1526) | Giovanni dalle Bande Nere (1498−1526) | Giovanni dalle Bande Nere (1498−1526) | Giovanni dalle Bande Nere (1498−1526) | Giovanni dalle Bande Nere (1498−1526) | Giovanni dalle Bande Nere (1498−1526) | Maria Salviati (1499-1543)      | Maria Salviati (1499-1543)      | Maria Salviati (1499-1543)      | Maria Salviati (1499-1543)      | Maria Salviati (1499-1543)          | Maria Salviati (1499-1543)          |                                     |                                     | Pedro Álvarez de Toledo (1484-1553) | Pedro Álvarez de Toledo (1484-1553) | Pedro Álvarez de Toledo (1484-1553) | Pedro Álvarez de Toledo (1484-1553) | Pedro Álvarez de Toledo (1484-1553) | Pedro Álvarez de Toledo (1484-1553) | Maria Osorio Pimentel (1490-1539) | Maria Osorio Pimentel (1490-1539) | Maria Osorio Pimentel (1490-1539) | Maria Osorio Pimentel (1490-1539) | Maria Osorio Pimentel (1490-1539) | Maria Osorio Pimentel (1490-1539) |                                  |                                  | Frans I van Lotharingen (1517-1545) | Frans I van Lotharingen (1517-1545) | Frans I van Lotharingen (1517-1545) | Frans I van Lotharingen (1517-1545) | Frans I van Lotharingen (1517-1545)   | Frans I van Lotharingen (1517-1545)   | Christina van Denemarken (1521-1590)  | Christina van Denemarken (1521-1590)  | Christina van Denemarken (1521-1590)  | Christina van Denemarken (1521-1590)  | Christina van Denemarken (1521-1590)  | Christina van Denemarken (1521-1590)  |                                       |                                       | Hendrik II van Frankrijk (1519-1559)  | Hendrik II van Frankrijk (1519-1559)  | Hendrik II van Frankrijk (1519-1559) | Hendrik II van Frankrijk (1519-1559) | Hendrik II van Frankrijk (1519-1559) | Hendrik II van Frankrijk (1519-1559) | Catharina de' Medici (1519-1589) | Catharina de' Medici (1519-1589) | Catharina de' Medici (1519-1589) | Catharina de' Medici (1519-1589) | Catharina de' Medici (1519-1589) | Catharina de' Medici (1519-1589) |  |  |  |  |  |  |  |  |  |  |  |  |  |  |  |  |  |  |  |  |  |  |  |  |  |  |  |  |  |  |  |  |  |  |  |  |  |  |  |  |  |  |  |  |  |  |  |  |
|                                       |                                       |                                       |                                       |                                       |                                       |                                 |                                 |                                 |                                 |                                     |                                     |                                     |                                     |                                     |                                     |                                     |                                     |                                     |                                     |                                   |                                   |                                   |                                   |                                   |                                   |                                  |                                  |                                     |                                     |                                     |                                     |                                       |                                       |                                       |                                       |                                       |                                       |                                       |                                       |                                       |                                       |                                       |                                       |                                      |                                      |                                      |                                      |                                  |                                  |                                  |                                  |                                  |                                  |  |  |  |  |  |  |  |  |  |  |  |  |  |  |  |  |  |  |  |  |  |  |  |  |  |  |  |  |  |  |  |  |  |  |  |  |  |  |  |  |  |  |  |  |  |  |  |  |
|                                       |                                       |                                       |                                       | Cosimo I de' Medici (1519-1574)       | Cosimo I de' Medici (1519-1574)       | Cosimo I de' Medici (1519-1574) | Cosimo I de' Medici (1519-1574) | Cosimo I de' Medici (1519-1574) | Cosimo I de' Medici (1519-1574) |                                     |                                     |                                     |                                     |                                     |                                     | Eleonora van Toledo (1522-1562)     | Eleonora van Toledo (1522-1562)     | Eleonora van Toledo (1522-1562)     | Eleonora van Toledo (1522-1562)     | Eleonora van Toledo (1522-1562)   | Eleonora van Toledo (1522-1562)   |                                   |                                   |                                   |                                   |                                  |                                  |                                     |                                     |                                     |                                     | Karel III van Lotharingen (1543-1608) | Karel III van Lotharingen (1543-1608) | Karel III van Lotharingen (1543-1608) | Karel III van Lotharingen (1543-1608) | Karel III van Lotharingen (1543-1608) | Karel III van Lotharingen (1543-1608) |                                       |                                       |                                       |                                       |                                       |                                       | Claudia van Valois (1547-1575)       | Claudia van Valois (1547-1575)       | Claudia van Valois (1547-1575)       | Claudia van Valois (1547-1575)       | Claudia van Valois (1547-1575)   | Claudia van Valois (1547-1575)   |                                  |                                  |                                  |                                  |  |  |  |  |  |  |  |  |  |  |  |  |  |  |  |  |  |  |  |  |  |  |  |  |  |  |  |  |  |  |  |  |  |  |  |  |  |  |  |  |  |  |  |  |  |  |  |  |
|                                       |                                       |                                       |                                       | Cosimo I de' Medici (1519-1574)       | Cosimo I de' Medici (1519-1574)       | Cosimo I de' Medici (1519-1574) | Cosimo I de' Medici (1519-1574) | Cosimo I de' Medici (1519-1574) | Cosimo I de' Medici (1519-1574) |                                     |                                     |                                     |                                     |                                     |                                     | Eleonora van Toledo (1522-1562)     | Eleonora van Toledo (1522-1562)     | Eleonora van Toledo (1522-1562)     | Eleonora van Toledo (1522-1562)     | Eleonora van Toledo (1522-1562)   | Eleonora van Toledo (1522-1562)   |                                   |                                   |                                   |                                   |                                  |                                  |                                     |                                     |                                     |                                     | Karel III van Lotharingen (1543-1608) | Karel III van Lotharingen (1543-1608) | Karel III van Lotharingen (1543-1608) | Karel III van Lotharingen (1543-1608) | Karel III van Lotharingen (1543-1608) | Karel III van Lotharingen (1543-1608) |                                       |                                       |                                       |                                       |                                       |                                       | Claudia van Valois (1547-1575)       | Claudia van Valois (1547-1575)       | Claudia van Valois (1547-1575)       | Claudia van Valois (1547-1575)       | Claudia van Valois (1547-1575)   | Claudia van Valois (1547-1575)   |                                  |                                  |                                  |                                  |  |  |  |  |  |  |  |  |  |  |  |  |  |  |  |  |  |  |  |  |  |  |  |  |  |  |  |  |  |  |  |  |  |  |  |  |  |  |  |  |  |  |  |  |  |  |  |  |
|                                       |                                       |                                       |                                       |                                       |                                       |                                 |                                 |                                 |                                 | Ferdinando I de' Medici (1549-1609) | Ferdinando I de' Medici (1549-1609) | Ferdinando I de' Medici (1549-1609) | Ferdinando I de' Medici (1549-1609) | Ferdinando I de' Medici (1549-1609) | Ferdinando I de' Medici (1549-1609) |                                     |                                     |                                     |                                     |                                   |                                   |                                   |                                   |                                   |                                   |                                  |                                  |                                     |                                     |                                     |                                     |                                       |                                       |                                       |                                       |                                       |                                       | Christine van Lotharingen (1565-1637) | Christine van Lotharingen (1565-1637) | Christine van Lotharingen (1565-1637) | Christine van Lotharingen (1565-1637) | Christine van Lotharingen (1565-1637) | Christine van Lotharingen (1565-1637) |                                      |                                      |                                      |                                      |                                  |                                  |                                  |                                  |                                  |                                  |  |  |  |  |  |  |  |  |  |  |  |  |  |  |  |  |  |  |  |  |  |  |  |  |  |  |  |  |  |  |  |  |  |  |  |  |  |  |  |  |  |  |  |  |  |  |  |  |
|                                       |                                       |                                       |                                       |                                       |                                       |                                 |                                 |                                 |                                 | Ferdinando I de' Medici (1549-1609) | Ferdinando I de' Medici (1549-1609) | Ferdinando I de' Medici (1549-1609) | Ferdinando I de' Medici (1549-1609) | Ferdinando I de' Medici (1549-1609) | Ferdinando I de' Medici (1549-1609) |                                     |                                     |                                     |                                     |                                   |                                   |                                   |                                   |                                   |                                   |                                  |                                  |                                     |                                     |                                     |                                     |                                       |                                       |                                       |                                       |                                       |                                       | Christine van Lotharingen (1565-1637) | Christine van Lotharingen (1565-1637) | Christine van Lotharingen (1565-1637) | Christine van Lotharingen (1565-1637) | Christine van Lotharingen (1565-1637) | Christine van Lotharingen (1565-1637) |                                      |                                      |                                      |                                      |                                  |                                  |                                  |                                  |                                  |                                  |  |  |  |  |  |  |  |  |  |  |  |  |  |  |  |  |  |  |  |  |  |  |  |  |  |  |  |  |  |  |  |  |  |  |  |  |  |  |  |  |  |  |  |  |  |  |  |  |
|                                       |                                       |                                       |                                       |                                       |                                       |                                 |                                 |                                 |                                 |                                     |                                     |                                     |                                     |                                     |                                     |                                     |                                     |                                     |                                     |                                   |                                   |                                   |                                   |                                   |                                   |                                  |                                  |                                     |                                     |                                     |                                     |                                       |                                       |                                       |                                       |                                       |                                       |                                       |                                       |                                       |                                       |                                       |                                       |                                      |                                      |                                      |                                      |                                  |                                  |                                  |                                  |                                  |                                  |  |  |  |  |  |  |  |  |  |  |  |  |  |  |  |  |  |  |  |  |  |  |  |  |  |  |  |  |  |  |  |  |  |  |  |  |  |  |  |  |  |  |  |  |  |  |  |  |
|                                       |                                       |                                       |                                       |                                       |                                       |                                 |                                 |                                 |                                 |                                     |                                     |                                     |                                     |                                     |                                     |                                     |                                     |                                     |                                     |                                   |                                   |                                   |                                   |                                   |                                   |                                  |                                  |                                     |                                     |                                     |                                     |                                       |                                       |                                       |                                       |                                       |                                       |                                       |                                       |                                       |                                       |                                       |                                       |                                      |                                      |                                      |                                      |                                  |                                  |                                  |                                  |                                  |                                  |  |  |  |  |  |  |  |  |  |  |  |  |  |  |  |  |  |  |  |  |  |  |  |  |  |  |  |  |  |  |  |  |  |  |  |  |  |  |  |  |  |  |  |  |  |  |  |  |
| Cosimo II de' Medici (1590-1621)      | Cosimo II de' Medici (1590-1621)      | Cosimo II de' Medici (1590-1621)      | Cosimo II de' Medici (1590-1621)      | Cosimo II de' Medici (1590-1621)      | Cosimo II de' Medici (1590-1621)      |                                 |                                 | Eleonora de' Medici (1591-1617) | Eleonora de' Medici (1591-1617) | Eleonora de' Medici (1591-1617)     | Eleonora de' Medici (1591-1617)     | Eleonora de' Medici (1591-1617)     | Eleonora de' Medici (1591-1617)     |                                     |                                     | Caterina de' Medici (1592-1629)     | Caterina de' Medici (1592-1629)     | Caterina de' Medici (1592-1629)     | Caterina de' Medici (1592-1629)     | Caterina de' Medici (1592-1629)   | Caterina de' Medici (1592-1629)   |                                   |                                   | Francesco de' Medici (1594-1614)  | Francesco de' Medici (1594-1614)  | Francesco de' Medici (1594-1614) | Francesco de' Medici (1594-1614) | Francesco de' Medici (1594-1614)    | Francesco de' Medici (1594-1614)    |                                     |                                     | Carlo de' Medici (1595-1666)          | Carlo de' Medici (1595-1666)          | Carlo de' Medici (1595-1666)          | Carlo de' Medici (1595-1666)          | Carlo de' Medici (1595-1666)          | Carlo de' Medici (1595-1666)          |                                       |                                       | Filippo de' Medici (1598-1602)        | Filippo de' Medici (1598-1602)        | Filippo de' Medici (1598-1602)        | Filippo de' Medici (1598-1602)        | Filippo de' Medici (1598-1602)       | Filippo de' Medici (1598-1602)       |                                      |                                      | ... + 1 broer en 2 zusters       | ... + 1 broer en 2 zusters       | ... + 1 broer en 2 zusters       | ... + 1 broer en 2 zusters       | ... + 1 broer en 2 zusters       | ... + 1 broer en 2 zusters       |  |  |  |  |  |  |  |  |  |  |  |  |  |  |  |  |  |  |  |  |  |  |  |  |  |  |  |  |  |  |  |  |  |  |  |  |  |  |  |  |  |  |  |  |  |  |  |  |